# Gotfryd I (hrabia Namur)
Gotfryd I (ur. ok. 1070, zm. w 1139) – hrabia Namur od 1104.

## Życiorys
Gotfryd był najstarszym synem hrabiego Namur Alberta III i Idy, córki księcia Saksonii Bernarda II. Był wiernym stronnikiem cesarskim. Toczył liczne spory z sąsiednimi władcami.

## Rodzina
Gotfryd był dwukrotnie żonaty. Przed 1087 poślubił Sybillę, córkę Rogera, hrabiego Chateau-Porcien. Z tego małżeństwa pochodziły dwie córki: Elżbieta i Flandrina. Po rozwiązaniu małżeństwa z Sybillą Gotfryd poślubił (krótko przed 1101) Ermezyndę, córkę hrabiego Luksemburga Konrada II. Z tego małżeństwa pochodzili syn Albert (zmarł przed śmiercią ojca), córki Adelajda (żona hrabiego Hainaut Baldwina IV), Klemencja (żona księcia Zähringen Konrada I) i Beatrycze oraz syn Henryk, dziedzic hrabstw Namur i Luksemburga.